# Неприятности с обезьянкой
«Неприятности с обезьянкой» (англ. Monkey Trouble) — семейная комедия 1994 года режиссёра Франко Амурри. Фильм известен также под названием «Неприятности с мартышкой».

## Сюжет
Мошенник и грабитель Азро путешествует по Америке с ручной обезьянкой Ловкачом, которую он выдрессировал для грабежа ценностей всякого рода. Азро бросает жена, и он, напившись, серьезно избивает Ловкача. Обезьянка убегает к девятилетней девочке Еве, чью квартиру незадолго до этого они с Азро грабили.

## В ролях
| Актёр                | Роль |
| -------------------- | ---- |
| Харви Кейтель        | Азро |
| Тора Бёрч            | Ева  |
| Мими Роджерс         | Эми  |
| Кристофер Макдональд | Том  |
| Адриан Джонсон       | Джек |
| Джулиан Джонсон      | Джек |